# Sidiq Walizada
Mohammad Sidiq Walizada (* 27. Dezember 1991 in Kabul) ist ein afghanischer Fußballspieler. Er spielt zurzeit für den afghanischen Erstligisten Ordu Kabul FC. Zudem spielt er für die Afghanische Fußballnationalmannschaft. Am 23. März 2011 erzielte er seine ersten drei Tore im Qualifikationsspiel für den AFC Challenge Cup gegen Bhutan. Er trägt in der Nationalmannschaft die Nummer 10 und seine Position liegt im Mittelsturm.